# Als Sund
Als Sund – cieśnina na Morzu Bałtyckim, oddzielająca wyspę Als od kontynentalnej części Danii (półwysep Sundeved). Ma 0,5 km szerokości, 8 km długości i 10-20 m głębokości. Miała znaczenie strategiczne podczas wojny duńskiej w 1864 roku. Nad cieśniną położone jest miasto Sønderborg. Cieśnina charakteryzuje się silnymi prądami morskimi. Obszar wokół cieśniny to region o typowym krajobrazie wschodniej Jutlandii z bukowymi lasami, małymi zagajnikami, gospodarstwami i wioskami.